# Nexchip Semiconductor
Nexchip Semiconductor Corporation — китайская компания электронной промышленности, крупный контрактный производитель полупроводниковых комплектующих и приборов; входит в сотню крупнейших полупроводниковых компаний мира и в тройку крупнейших «литейных» компаний КНР, мировой лидер в производстве драйверов для жидкокристаллических дисплеев (DDIC). Основана в 2015 году, штаб-квартира расположена в Хэфэе (провинция Аньхой).

## История
Компания основана в мае 2015 года в городе Хэфэй как совместное предприятие Hefei City Construction Investment Holding и тайваньской полупроводниковой Powerchip Technology Corporation; во главе компании встал Майкл Цай Куо-чи (бывший президент Powerchip). Благодаря заказам BOE Technology Group Nexchip быстро превратилась в крупнейшего производителя драйверов для дисплеев. По состоянию на 2020 год Nexchip занимала 3-е место в Китае по производству 12-дюймовых пластин, уступая лишь SMIC и Hua Hong Semiconductor. В мае 2023 года Nexchip Semiconductor вышла на Шанхайскую фондовую биржу, её рыночная капитализация была оценена в 40 млрд юаней.
Осенью 2023 года Nexchip Semiconductor открыла в Хэфэе новый завод, специализирующийся на производстве интегральных микросхем для автомобильной промышленности (драйверы для дисплеев и силовые микросхемы для электропитания).

## Деятельность
Nexchip Semiconductor производит 12-дюймовые пластины, главным образом от 150 до 55 нм: драйверы для жидкокристаллических дисплеев (DDIC) автомобилей, телевизоров, ноутбуков, планшетов, смартфонов и умных часов; датчики изображения (CIS), микроконтроллеры (MCU), интегральные схемы управления питанием (PMIC), светодиоды (Mini LED).
Среди крупнейших клиентов компании — BOE Technology Group, Varitronix, Himax Technologies, SmartSens Technology и Autochips.

## Акционеры
Powerchip Semiconductor владеет более 20 % Nexchip. Крупнейшими институциональными инвесторами Nexchip Semiconductor являются Yinhua Fund Management (1,78 %), Da Cheng Fund Management (1,72 %), Aegon Industrial Fund Management (1,23 %), E Fund Management (0,76 %) и CITIC-Prudential Fund Management (0,6 %).